# Shérif, fais-moi peur : Naissance d'une légende
Pour plus de détails, voir Fiche technique et Distribution.
Shérif, fais-moi peur : Naissance d'une légende ou Shérif, fais-moi peur : Là où tout a commencé au Québec (The Dukes of Hazzard: The Beginning) est un téléfilm américain de Robert Berlinger, diffusé pour la première fois le 4 mars 2007 sur ABC Family et le 3 septembre 2012 sur NT1 en France . C'est une préquelle au film Shérif, fais-moi peur sorti en 2005, lui-même basé sur la série télévisée du même nom.

## Synopsis
Les adolescents et cousins Bo et Luke Duke passent leurs premières vacances dans le comté de Hazzard dans la ferme de leur oncle Jesse qui fait de l'alcool en toute illégalité...

## Fiche technique
- Titre original : The Dukes of Hazzard: The Beginning
- Titre français : Shérif, fais-moi peur : Naissance d'une légende (TV) ; Shérif fais-moi peur : Le Commencement (DVD)[1]
- Titre québécois : Shérif, fais-moi peur : Là où tout a commencé
- Réalisation : Robert Berlinger
- Scénario : Shane Morris
- Costumes : Tricia Gray
- Photographie : Roy H. Wagner
- Musique : John DeFaria
- Production : Bill Gerber et Phillip B. Goldfine ; Robert Benjamin (coproducteur) ; Taylor Latham (associé) ; Alison Semenza (délégué)
- Sociétés de production : Warner Premiere, Gerber Pictures et Hollywood Media Bridge
- Sociétés de distribution : ABC Family
- Durée : 95 minutes
- Genre : Comédie d'action
- Dates de première diffusion :  États-Unis : 4 mars 2007[1] ;  France : 3 avril 2012
- Dates de sortie DVD :  États-Unis : 13 mars 2007

## Distribution
- Jonathan Bennett : Bo Duke
- Randy Wayne (en) : Luke Duke
- April Scott : Daisy Duke
- Joel Moore : Cooter Davenport
- Harland Williams : Rosco P. Coltrane
- Sherilyn Fenn : Lulu Hogg
- Christopher McDonald : Jefferson Davis « Boss » Hogg
- Willie Nelson : oncle Jesse Duke
- Todd Grinnell : Hughie Hogg
- Adam Shulman : Enos Strate
- Trishelle Cannatella (en) : Ally Handy
- Jennifer Hill : Brooke Handy
- Gary Cole : The Balladeer (voix)
- Doug Jones : le patron
- Alex Boling : le père